# Louiza Ammi
Louiza Ammi, née le 19 avril 1971 à Alger, est une photographe algérienne.

## Biographie
Née en 1971, elle est initiée à la photographie par son frère. Elle effectue une formation spécialisée au Centre national de documentation de presse et d’information (CNDPI), une école d’Alger, puis  commence à travailler pour différents journaux,,.
Elle commence à exercer durant la décennie noire, et est amenée à prendre des photos très dures de victimes ou de leurs proches, du fait des violences de la guerre civile en Algérie. Elle signe uniquement Louiza pour se protéger et protéger sa famille. Ses photos sont en partie présentées en 1996 au festival de photojournalisme Visa pour l'image de Perpignan. Elle est reconnue comme l’une des rares femmes photojournalistes à avoir couvert cette décennie noire.
Elle continue ensuite à prendre des photographies, notamment du soulèvement en Kabylie, en 2001, et des manifestations du Hirak en 2019 et 2020,. 
En 2020, lorsque un ouvrage intitulé  Une histoire mondiale des femmes photographes est publié en France par les Éditions Textuel, elle est l'unique photographe algérienne à figurer dans la sélection effectuée par les auteurs.

## Principales expositions
Principales expositions personnelles ou collectives et sélections en festival :
- 1996 : Visa pour l'image à Perpignan (France)[4].
- 1998 : Exposition sur la jeunesse mondiale à Alger, à l’occasion de la fête de femme le 8 mars, à la suite de l’exposition mondiale de la jeunesse à Lisbonne au Portugal.
- 2000/2002 : « Zaouia » à Lille (Trans Photographie).
- 2002/2003: Exposition collective à Alger et Paris à l’occasion de l’anniversaire des dix ans du quotidien Liberté.
- 2003 : « Fureur de vivre - 12 ans de journalisme » à la FNAC à Paris (exposition off) dans le cadre de l’année de l’Algérie en France « Djazaïr 2003 ».
- 2003 : «Témoignage des années noires de l’Algérie, les conditions de travail, le terrorisme», à l’école de journalisme de Bordeaux.
- 2005 : 6ème Rencontres africaines de la photographie[7]- Expositions itinérantes (France- Espagne) et maison africaine de la photographie Bamako (Mali).
- 2005 : Exposition à Alger sur le Sahara occidental.
- 2006 : Rencontres photographiques d’Arles.
- 2006 : Exposition collective à Alger sur le thème « panorama de la photographie algérienne » à Alger.
- 2013 : 50 ans de photographie, Ministère de la culture, Tlemcen.
- 2013 : 1re Résidence Euromaghrébine de Photographes, en novembre et décembre 2013 à la Galerie de la Kasbah de Sfax.